# Boryt
Boryt (Isatis) je rod z čeledě brukvovitých, jeho asi 80 druhů roste v Eurasii, severní Africe i v obou Amerikách.

## Popis
Do rodu patří sivě ojíněné rostliny jednoleté nebo dvouleté, řídce i vytrvalé, které dorůstají za příhodných podmínek do výšky přes 1 metr. Lodyhy jsou přímé, rozvětvené, hladké nebo málokdy i chlupaté. Jsou porostlé přisedlými, převážně šípovitými, ouškatými, někdy objímavými listy s okraji celistvými i zubatými. Rostliny občas vytvářejí listové růžice s řapíkatými podlouhlými listy, které bývají jednoduché, celokrajné i zpeřené a teprve z nich rostou květné lodyhy.
Zpravidla žluté, bezlistenné, čtyřčetné, oboupohlavné květy vytvářejí mnohokvětá hroznovitá nebo latnatá květenství. Krátké nitkovité stopky květů se při zrání plodů často prodlužují a tloustnou. Vztyčené nebo svěšené kališní lístky jsou vejčitého nebo protáhlého tvaru. Korunní lístky jsou zpravidla žluté barvy a bývají obvejčité, protáhlé nebo kopinaté s vrcholy tupými či jemně rozeklanými. Šest mírně nestejně dlouhých, volných, tenkých tyčinek s vejčitými nebo protáhlými prašníky je v květu uspořádáno do dvou kruhů, vedle nich v květním lůžku je umístěno 6 nektarií.
Plody jsou nepukající, silně zploštělé protáhlé, okřídlené šešule nebo šešulky, které bývají pestrých tvarů, obvejčité, srdčité, eliptické, kopinaté nebo okrouhlé. Obsahují jedno nebo dvě bezkřídlá semena, která jsou podlouhlá, hladká a mají tmavou barvu.

## Význam
Asi nejznámějším druhem je boryt barvířský, který se po dlouhou dobu pěstoval jako užitková rostlina, z jejíchž listů se získával modrý pigment indigo k barvení textilií. V průběhu posledních století byl boryt barvířský vytlačen indigovníkem pravým, z kterého se počalo získávat téměř identické, ale trvanlivější barvivo se shodným názvem indigo. Nakonec byl zcela odsunut nerostlinnými barvivy vyráběnými chemickou cestou. Od této doby jsou rostliny rodu boryt bez většího významu.
Některé druhy se však za příhodných podmínek rozšířily natolik, že se z nich stal invazní úporný plevel.
V tradiční čínské medicíně se používá kořen borytu na výrobu pokroutek, které se používají jako podpůrný prostředek pří léčbě onemocnění hrdla a hrtanu.